# Histoire d'un pou français
 (janvier 2025).
L’Histoire d'un pou français est un roman anonyme publié à Londres en 1781 mais daté fictivement de 1779 sous le titre Histoire d'un pou françois ou l'Espion d'une nouvelle Espèce, tant en France qu'en Angleterre, contenant les portraits de Personnages intéressans dans ces deux Royaumes, et donnant la clef des principaux évènemens de l'an 1779, et de ceux qui doivent arriver en 1780. Il a connu plusieurs réimpressions, tant en français qu'en anglais.
Attribué à Delaunay ou Morande, il émane du cercle des pamphlétaires français exilés à Londres, tels que Pelleport ou Brissot. Né de la guerre d'Amérique et probablement financé par le cabinet de Lord North, l’ouvrage dénonce la politique visant à affaiblir la Grande-Bretagne et stigmatise ses opposants comme des traîtres liés à un complot franco-espagnol. L’auteur affiche des convictions matérialistes détachées des enjeux géopolitiques qu’il critique. Œuvre hybride, ce pamphlet, mêlant satire, philosophie et analyse politique, reflète le rôle des écrivains exilés dans la diffusion des idées des Lumières.

## Synopsis
Présenté comme l’autobiographie d’un insecte du « genre pouilleux », le récit suit les déplacements de l’insecte d’hôte en hôte, dévoilant au passage confidences et intrigues politiques. Parti de France, il passe par la tête d’une prostituée, explore la maison de prostitution de Madame Gourdan, et croise des personnages illustres tels que le chevalier d’Éon, Caron de Beaumarchais, Benjamin Franklin, et le ministre de la Marine Sartine. Avant de gagner l’Angleterre, il fait étape à Bruxelles, où il « rencontre » Linguet.